# 原子能和替代能源委员会

CEA的前徽标

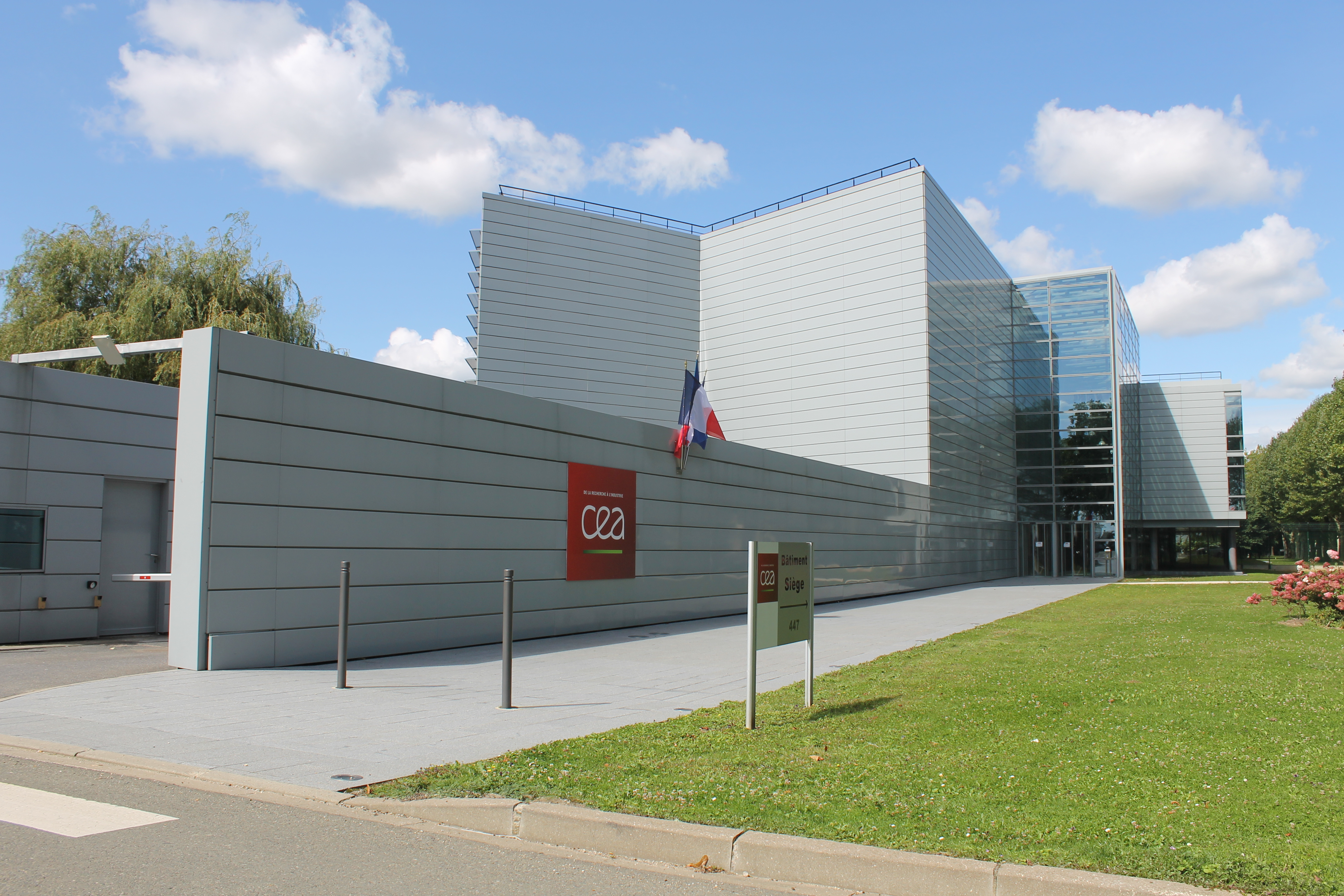
CEA的萨克雷核研究中心（Saclay Nuclear Research Centre）。2014年

法国原子能和替代能源委员会（法語：Commissariat à l'énergie atomique et aux énergies alternatives，缩写：CEA）是法国政府资助的能源，国防和安全，信息技术和卫生技术领域的研究机构。CEA保持了工程师和研究人员的跨学科文化，建立在基础研究和技术研究之间的协同作用之上。
CEA由总干事（现任是François Jacq, 自2018年4月20日起）领导的一个董事会领导，由原子能首席科学家（现任是伊夫·布雷歇）提供建议。CEA的任务相当于美国能源部的任务。其年度预算达47亿欧元，其正式工作人员略低于16,000人。它拥有阿海珐。
CEA成立于1945年; 从那以后，一直连续的首席科学家是弗雷德里克·约里奥-居里(Frédéric Joliot-Curie)，Francis Perrin，Jacques Yvon，Jean Teillac，Raoul Dautry，René Pellat，Bernard Bigot和Daniel Verwaerde。
它进行基础研究和应用研究到许多领域，包括核反应堆的设计，集成电路的制造，放射性同位素治疗疾病的使用，地震学和海啸的传播，电脑系统的安全等等方面。
路透社在2016年3月发表了一篇文章，描述了“全球前25名创新者-政府”，并将CEA评为“全球最具创新研究机构”的第一名。

## 机构
它有一个由业务部门和职能部门组成的矩阵组织。
CEA分为4个方向或分部(division), 4个主要分部（主任）是：
- 核能分部 - DEN（Philippe Stohr）
- 军事应用分部 - DAM（François Geleznikoff）
- 技术研究分部 - DRT（Stéphane Siebert）
- 基础研究分部 - DRF（Vincent Berger）

CEA实验室于2000年进行了大规模的重组。 为了有效开展与新的全球能源问题有关的研究，国防，核电，技术研究和基础研究四个部门进行了重组，核安全保护研究所（IPSN）与CEA分离。

## 设施

### 民间研究中心
- CEA萨克雷核研究中心，（自2006年起的总部，48.725135°N 2.150346°E）埃松省，和相关的卡昂瓦多斯国家实验室GANIL
- CEA Fontenay-aux-Roses，丰特奈之玫瑰，上塞纳省
- CEA格勒诺布尔，格勒诺布尔，伊泽尔省
- CEA/卡达拉舍设施，卡达拉舍，罗讷河口省
- CEA Valrho/马尔库尔核电站，马尔库尔, 和皮耶尔拉特，加尔省

### 民间应急响应组织
- INTRA集团

### 军事应用研究中心
- CEA DAMÎle-de-France，Bruyères-le-Châtel，Essonne
- CEA 切斯塔，吉伦特省
- CEA Gramat
- CEA Valduc，科多尔
- CEA Ripault，安德尔 - 卢瓦尔省

### 子公司和少数股东权益
- 奥拉诺(Orano)（以前的阿海珐）（54.37％）[4]
- 意法半导体（间接2.87％）[5]

## CEA在学术界

### 巴黎-薩克雷大學（Université Paris-Saclay）
CEA在低碳能源（核能和可再生能源），信息和卫生技术技术，大型研究基础设施（TGIR），国防和全球安全四个主要领域的研究，开发和创新方面发挥了积极作用。 在这些研究领域中，CEA致力于实现卓越的基础研究，并为支持行业发挥重要作用。
此外，法国十个CEA中心中的两个与巴黎-薩克雷大學携手合作，致力于实现高质量研究和培训的愿景。